# Grande Armeria
La Grande Armeria (in polacco Wielka Zbrojownia) a Danzica (Polonia) fu costruita tra il 1600 e il 1609 e fu probabilmente costruita secondo i progetti dell'architetto Anthonis van Obbergen, su ispirazione del mercato delle carni di Haarlem.

## Storia
La crescente minaccia proveniente dalla Svezia alla fine del XVI secolo spinse i cittadini di Danzica a prepararsi alla guerra. Di fronte alla mancanza di magazzini per l'equipaggiamento bellico prodotto in città e nei suoi dintorni, decisero di costruire un apposito arsenale. Il progetto non si è però limitato alla realizzazione di un magazzino con funzione prettamente di utilità. Era costruito con piccoli mattoni rossi olandesi con decorazioni in arenaria e ricche dorature. La struttura dà l'impressione che l'edificio sia costituito da quattro case popolari apparentemente separate.

## Architettura
L'armeria, che serviva da arsenale, è un tipico esempio del manierismo fiammingo a Danzica. La facciata su entrambi i lati dell'edificio è divisa in timpani: quattro su piazza del carbone (targu Węglowego) e due sul lato est in direzione di Ulica Piwna. Questa è seguita da due torri laterali. La parte superiore dei frontoni è ornata da delle  palle di cannone che esplodono in bronzo dorato, che indicano chiaramente lo scopo dell'edificio. Due portali, ciascuno con lo stemma di Danzica, sono incorporati simmetricamente nelle superfici dei frontoni a sinistra e a destra. Una nicchia forma l'elemento centrale della facciata, in cui si trova una statua di Atena. In questa nicchia, i costruttori hanno indicato le date di costruzione e ristrutturazione (1605, 1768, 1887).
C'è un montacarichi a forma di pozzo di fronte all'edificio che era collegato all'armeria nel seminterrato per essere usato per portare sul piano strada la polvere da sparo e le palle di cannone.
Le stanze dell'armeria sono utilizzate oggi dall'Accademia d'Arte di Danzica per mostre temporanee. Il piano terra fu utilizzato per attivà commerciali dagli anni '20 fino al 2007.

## Galleria d'immagini

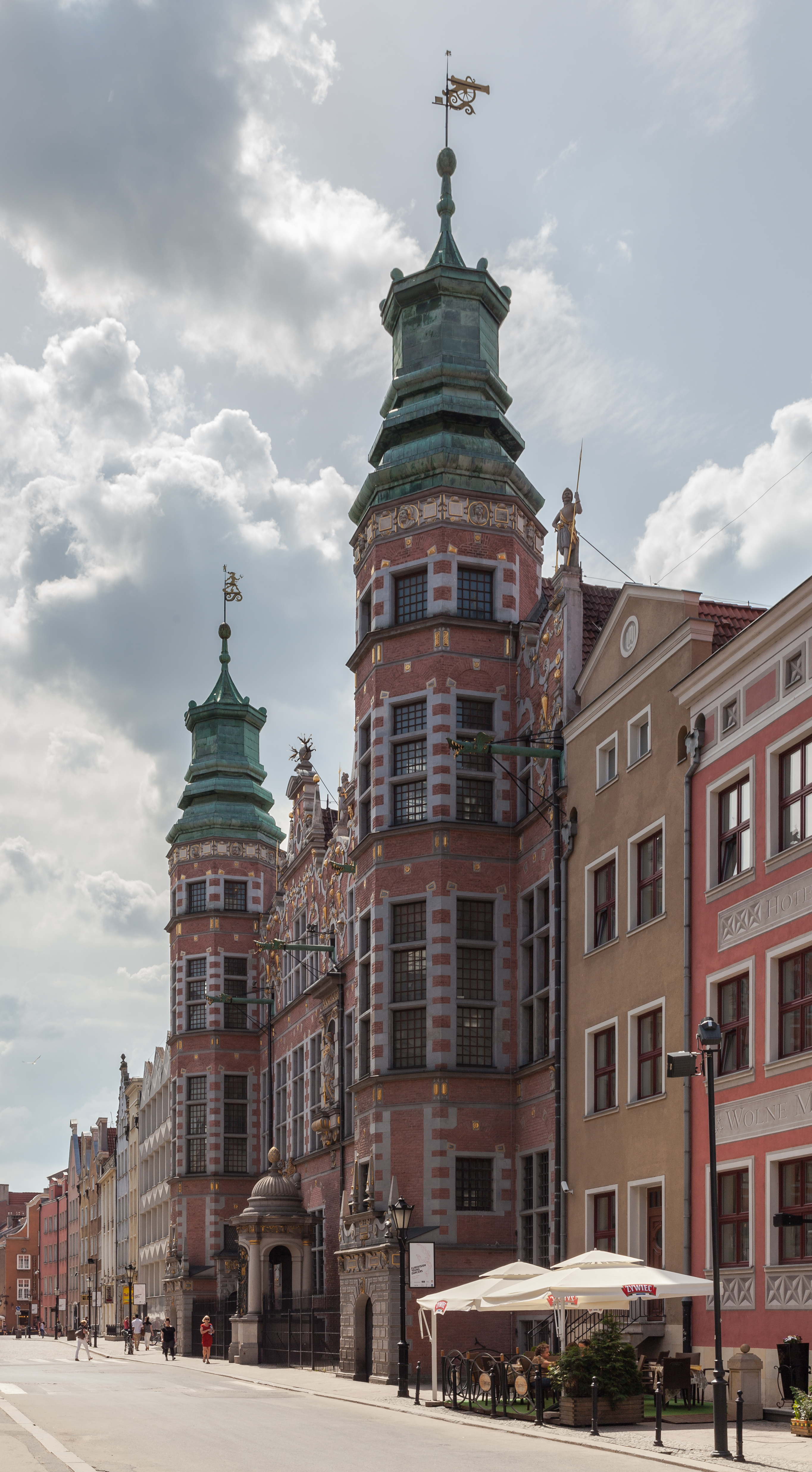
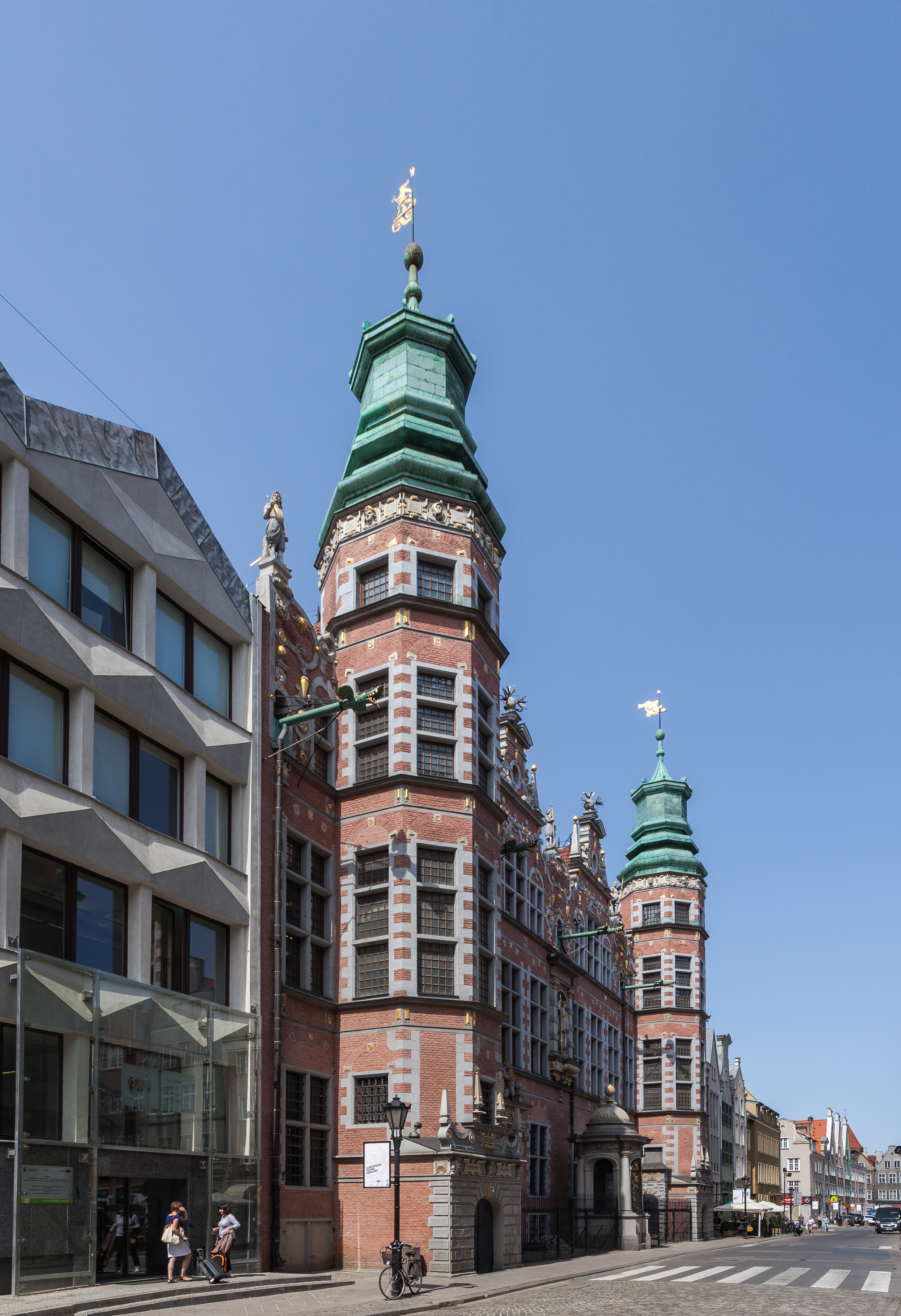
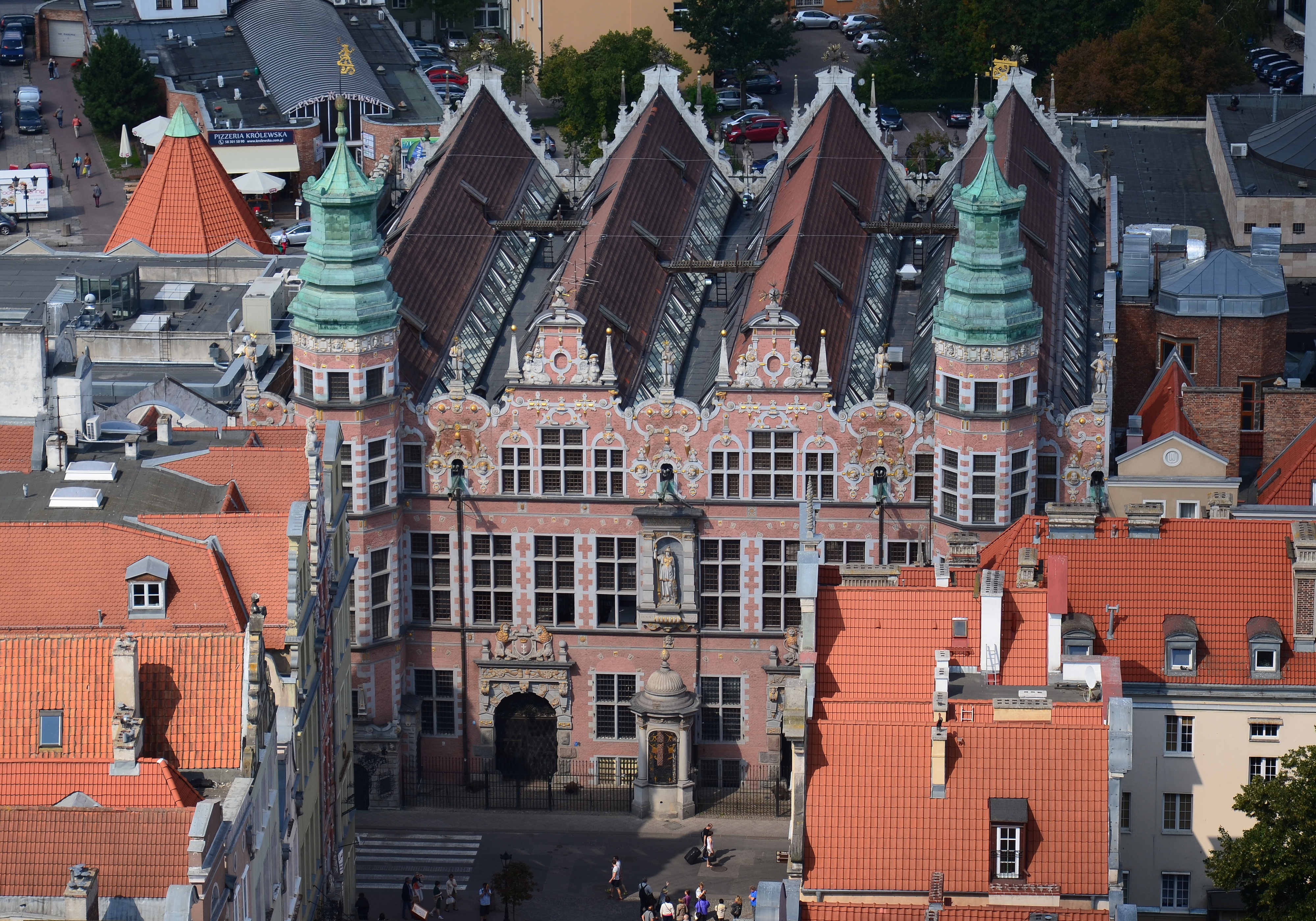
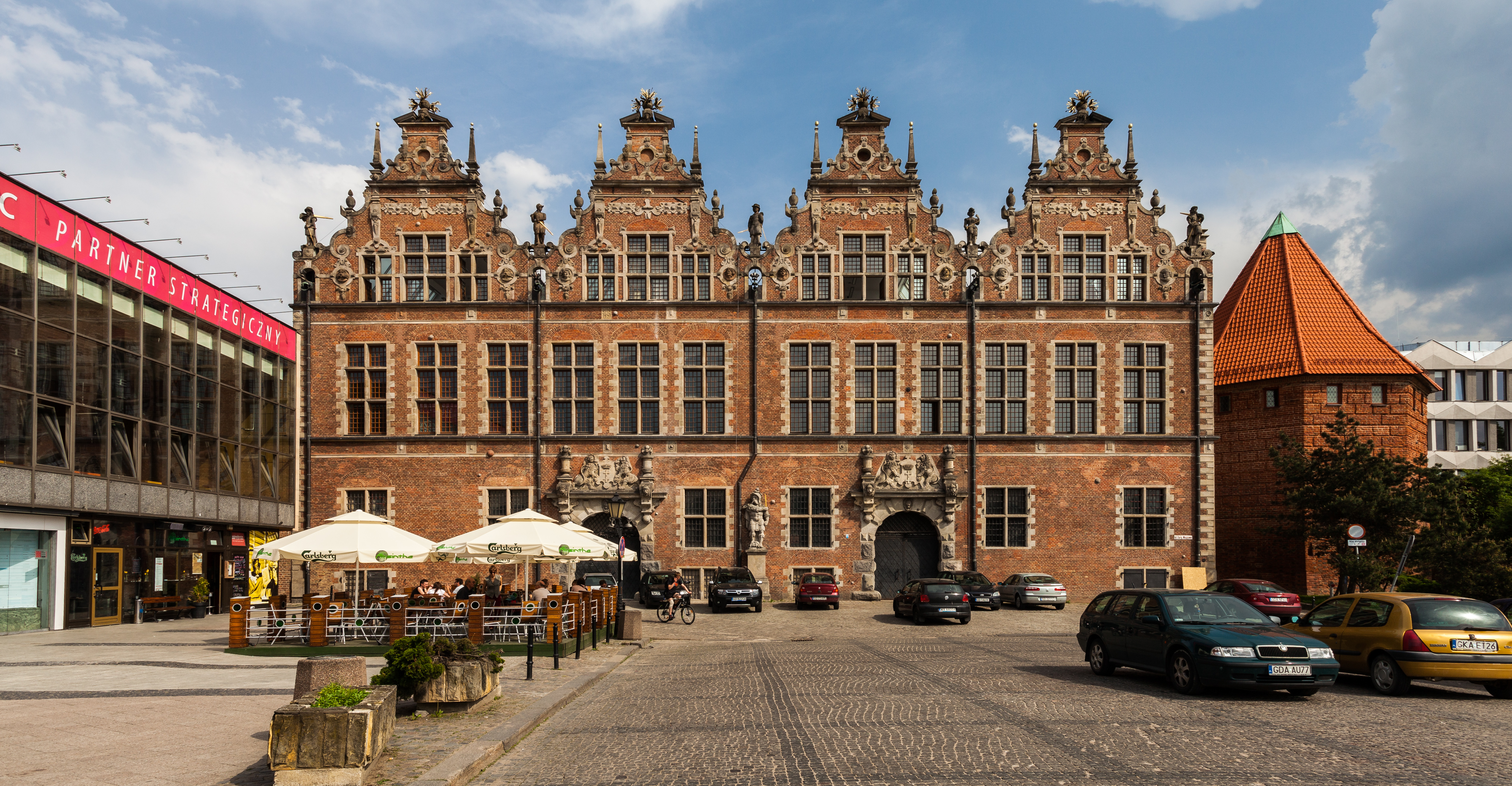
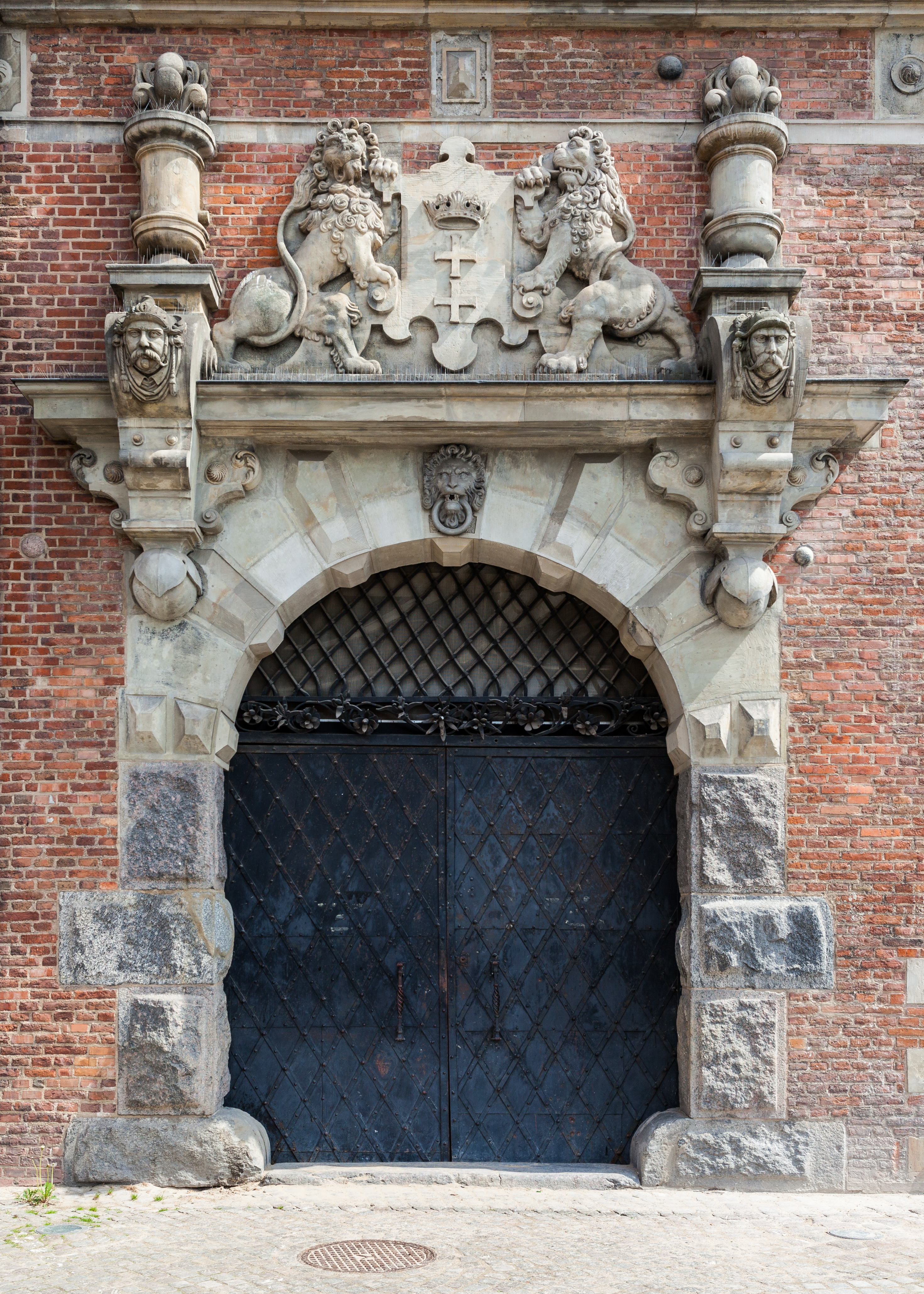